# Matemale
Matemale – miejscowość i gmina we Francji, w regionie Oksytania, w departamencie Pireneje Wschodnie. Przez gminę przepływa rzeka Aude. 
Według danych na rok 1990 gminę zamieszkiwały 222 osoby, a gęstość zaludnienia wynosiła 12 osób/km² (wśród 1545 gmin Langwedocji-Roussillon Matemale plasuje się na 690. miejscu pod względem liczby ludności, natomiast pod względem powierzchni na miejscu 417.).

## Populacja

Populacja Matemale w latach 1962-2008